# Lam Trieng
Lam Trieng is een bestuurslaag in het regentschap Aceh Besar van de provincie Atjeh, Indonesië. Lam Trieng telt 320 inwoners (volkstelling 2010).